# Georg Ferdinand Duckwitz
Georg Ferdinand Duckwitz (né le 29 septembre 1904 à Brême, mort le 16 février 1973 dans la même ville) est un diplomate allemand. Diplomate dans le Danemark occupé, il joue un rôle dans le sauvetage des juifs du Danemark.

## Biographie
Georg Ferdinand Duckwitz vient d'une famille de commerçants de Brême établie de longue date. Engagé dans un corps franc, il fait des études d'économie nationale à l'université de Fribourg-en-Brisgau qu'il arrête pour travailler pour Kaffee Hag dont il devient le directeur de la succursale en 1928. Il adhère au parti national-socialiste en 1932 et œuvre pour l'Office des Affaires étrangères du NSDAP en tant que référent pour la Scandinavie. Après la nuit des Longs Couteaux, il s'éloigne du parti sans le quitter. En 1935, il abandonne ses activités pour le parti et s'installe à New York pour travailler dans la Hamburg America Line.
Le 1er septembre 1939, Duckwitz intègre le ministère du Reich aux Transports qui cherche un expert des transports maritimes à Copenhague. En 1941, il entre à l'office des Affaires étrangères. En septembre 1943, il a connaissance des plans allemands pour déporter les Juifs du Danemark et est en rapport avec les compagnies maritimes danoises. Par une négociation politique, il aide les Juifs à aller en Suède. Après la réception de l'arrêté de déportation le 18 septembre 1943 par Werner Best, plénipotentiaire du Reich au Danemark, avec qui Duckwitz prépare le calendrier des opérations, Duckwitz négocie avec le consentement de Best trois jours plus tard à Stockholm avec le gouvernement suédois l'admission des réfugiés juifs. Sur les 7 000 Juifs présents au Danemark, 90% sont évacués et 500 sont envoyés au camp de concentration de Theresienstadt. 
Duckwitz obtient par Paul Kanstein, l'ambassadeur adjoint à Copenhague, des contacts avec les membres du complot du 20 juillet 1944, en particulier, Ulrich von Hassell, Fritz-Dietlof von der Schulenburg et d'autres membres du ministère des Affaires étrangères. En cas de réussite, Georg Ferdinand Duckwitz serait devenu nouvel ambassadeur du Danemark et de la Norvège à la place de Werner Best.
Après la fin de la Seconde Guerre mondiale, Duckwitz ne rentre pas en Allemagne, il reste à Copenhague et travaille avec des chambres de commerces ouest-allemandes. Il travaille pour le nouvel office des Affaires étrangères et est au consulat général à Copenhague en tant que directeur des affaires économiques puis consul à Helsinki en 1953. En 1955, il revient au Danemark pour être l'ambassadeur de l'Allemagne fédérale. En 1958, il devient chef du département de l'Europe de l'Est au ministère à Bonn. Il refuse d'appliquer la doctrine Hallstein. En réaction, il est nommé ambassadeur en Inde. Il démissionne de ce poste en 1965.
Au moment où il est chef du département de l'Europe de l'Est, Duckwitz est en contact étroit avec Willy Brandt, bourgmestre-gouverneur de Berlin-Ouest, avec qui il partage le point de vue de la nécessité d'une nouvelle Ostpolitik. Quand Brandt devient en 1966 ministre des Affaires étrangères, il demande à Duckwitz d'être secrétaire d'État en octobre 1967, poste qu'il conserve avec Walter Scheel. Il est le négociateur principal pour l'Allemagne fédérale avec la Pologne en vue de la conclusion du traité de Varsovie. Il prend ensuite sa retraite.
En 1971, deux ans avant son décès, le mémorial de Yad Vashem lui accorde la distinction de Juste parmi les nations pour son rôle dans le sauvetage des Juifs danois.

## Distinctions
- Commandeur de l'ordre du Faucon (1932)
- Symbole d'or du Parti nazi
- Grand-croix de l'ordre de Dannebrog (1953)
- Grand commandeur de l'ordre du Mérite de la République fédérale d'Allemagne (1959 ; en 1957, grand officier)
- Grand officier de l'Ordre du Christ (Portugal) (1960)
- Juste parmi les nations (1971)